# Remeți
Remeți is een Roemeense gemeente in het district Maramureș.
Remeți telt 3116 inwoners.
De gemeente bestaat uit 3 dorpen:
- Piatra 	,Каминиця 	,Kövesláz of Ferencvölgye
- Remeți 	,Ремета 	,Pálosremete
- Teceu Mic 	,Тячів 	,Kistécső

In de gemeente ligt het dorpje Teceu Mic / Kistécső. Dit dorp had een brug over de rivier de Tisza. In oktober 1944 werd de brug opgeblazen en nimmer meer herbouwd. Één brugdeel is nog steeds te zien aan de Oekraïense zijde van de rivier. Het is de vraag of Roemenië en Oekraïne overeenstemming kunnen bereiken over de vraag of de brug in de toekomst weer zal worden opgebouwd. Er zou dan weer een verbinding gelegd worden met de stad Tjatsjiv aan de noordzijde van de rivier.